# Dariusz Dudka
 Dariusz Dudka, né le 9 décembre 1983 à Kostrzyn nad Odrą, est un footballeur polonais. Il joue au poste de milieu récupérateur avec l'équipe de Pologne.

## Biographie

### En Club
La carrière de Dariusz Dudka démarra véritablement dans le club de l'Amica Wronki pour lequel il porta le maillot de 2000 à 2005.
En mai 2003 à Szczecin, Dariusz Dudka, alors au volant de sa voiture, provoqua involontairement la mort d'un piéton. L'expertise révéla que le joueur était sous l'emprise de l'alcool, mais il ne fut pas condamné, car l'accident fut provoqué par le piéton, lui aussi éméché et qui s'était engagé sous les roues de la voiture du joueur. Dariusz Dudka dut simplement se séparer de son permis de conduire durant 9 mois. L'affaire provoqua un scandale en Pologne. On accusa Dudka d'avoir été protégé en raison de sa célébrité.
Acheté 450 000 € à l'Amica Wronki, Dariusz Dudka commence la saison 2005-2006 avec le Wisła Cracovie. Dès son arrivée, Dudka se place comme titulaire dans la défense cracovienne, et dispute lors de sa première année 29 rencontres sur 30 possibles. Il participe même à la Coupe du monde 2006, mais ne dispute cependant qu'une dizaine de minutes lors du match face au voisin allemand, où il remplace à la 83e minute de jeu Michał Żewłakow.
Régulier lors des saisons suivantes, il assoit sa position au Wisla et en équipe nationale. Lors de la saison 2007-2008, il obtient son premier titre de champion de Pologne, et termine avec ses coéquipiers deuxième défense du championnat (18 buts encaissés).
Convoité par plusieurs clubs européens (Udinese, Blackburn, Feyenoord), il semble très proche de la Lazio Rome. Son prix serait estimé à 3 millions d'euros, et des négociations pour sa venue vers la capitale italienne auraient été entamées.
Le 26 juin 2008, il est finalement transféré à l'AJ Auxerre pour la somme de 2,5 M€ et un contrat de 4 ans. Dès le début du championnat, Dudka entre dans les plans de Jean Fernandez, qui le titularise d'entrée. Cependant, au mois de décembre, il est mis sur le banc de touche, coupable de trop nombreuses erreurs défensives. Le club étant cependant à la peine en championnat, il est rappelé en défense centrale, puis en tant que latéral gauche. Son retour, comme celui de son compatriote Ireneusz Jeleń, est synonyme de la bonne période de l'AJ Auxerre, qui enchaîne les résultats positifs et remonte au classement. Le 21 mars 2009, il marque son premier but avec l'AJA, juste après son ami Jeleń.
En août 2012, il signe un contrat d'une saison en faveur de Levante UD.
Le 31 octobre 2013, il s'engage avec Birmingham City qui évolue en deuxième division anglaise. Au début de janvier 2014, il résilie son contrat.
En février 2014, il signe en faveur de son ancien club du Wisła Cracovie.

### En équipe nationale
Il honore sa première sélection le 11 juillet 2004 à l'occasion d'un match contre l'équipe des États-Unis.
Le sélectionneur de l'équipe de Pologne, Leo Beenhakker, le retient parmi l'effectif de vingt-trois joueurs appelé à participer à l'Euro 2008. Il joue les 3 matches de son équipe, mais la Pologne est éliminée au premier tour, devancée par la Croatie et l'Allemagne.

## Statistiques
| Saison                | Club                  | Championnat           | Championnat | Championnat | Coupe(s) nationale(s) | Coupe(s) nationale(s) | Supercoupe | Supercoupe | Compétition(s) continentale(s) | Compétition(s) continentale(s) | Compétition(s) continentale(s) | Pologne | Pologne | Total | Total |
| Saison                | Club                  | Division              | M.          | B.          | M.                    | B.                    | M.         | B.         | Comp.                          | M.                             | B.                             | M.      | B.      | M.    | B.    |
| 1999-2000             | Amica Wronki          | Ekstraklasa           | 2           | 0           | 0                     | 0                     | 1          | 0          | -                              | -                              | -                              | -       | -       | 3     | 0     |
| 2000-2001             | Amica Wronki          | Ekstraklasa           | 17          | 0           | 1                     | 0                     | -          | -          | C3                             | 2                              | 0                              | -       | -       | 20    | 0     |
| 2001-2002             | Amica Wronki          | Ekstraklasa           | 23          | 0           | 6                     | 0                     | -          | -          | -                              | -                              | -                              | -       | -       | 29    | 0     |
| 2002-2003             | Amica Wronki          | Ekstraklasa           | 4           | 0           | 0                     | 0                     | -          | -          | -                              | -                              | -                              | -       | -       | 4     | 0     |
| 2003-2004             | Amica Wronki          | Ekstraklasa           | 23          | 0           | 4                     | 0                     | -          | -          | -                              | -                              | -                              | -       | -       | 27    | 0     |
| 2004-2005             | Amica Wronki          | Ekstraklasa           | 23          | 0           | 7                     | 0                     | -          | -          | C3                             | 8                              | 0                              | 3       | 0       | 41    | 0     |
| 2005-2006             | Amica Wronki          | Ekstraklasa           | 1           | 0           | -                     | -                     | -          | -          | -                              | -                              | -                              | -       | -       | 1     | 0     |
| Sous-total            | Sous-total            | Sous-total            | 93          | 0           | 19                    | 0                     | 1          | 0          | -                              | 10                             | 0                              | 3       | 0       | 126   | 0     |
| 2005-2006             | Wisła Cracovie        | Ekstraklasa           | 29          | 1           | 4                     | 0                     | -          | -          | C1+C3                          | 2+2                            | 0+0                            | 5       | 0       | 42    | 1     |
| 2006-2007             | Wisła Cracovie        | Ekstraklasa           | 28          | 3           | 2                     | 0                     | -          | -          | C3                             | 7                              | 0                              | 8       | 2       | 45    | 5     |
| 2007-2008             | Wisła Cracovie        | Ekstraklasa           | 20          | 1           | 4                     | 0                     | -          | -          | -                              | -                              | -                              | 13      | 0       | 37    | 1     |
| Sous-total            | Sous-total            | Sous-total            | 77          | 5           | 10                    | 0                     | -          | -          | -                              | 11                             | 0                              | 26      | 2       | 124   | 7     |
| 2008-2009             | AJ Auxerre            | Ligue 1               | 28          | 1           | 3                     | 0                     | -          | -          | -                              | -                              | -                              | 9       | 0       | 40    | 1     |
| 2009-2010             | AJ Auxerre            | Ligue 1               | 19          | 3           | 3                     | 0                     | -          | -          | -                              | -                              | -                              | 9       | 0       | 31    | 3     |
| 2010-2011             | AJ Auxerre            | Ligue 1               | 29          | 3           | 4                     | 1                     | -          | -          | C1                             | 5                              | 0                              | 5       | 0       | 43    | 4     |
| 2011-2012             | AJ Auxerre            | Ligue 1               | 34          | 2           | 2                     | 2                     | -          | -          | -                              | -                              | -                              | 12      | 0       | 48    | 4     |
| Sous-total            | Sous-total            | Sous-total            | 110         | 9           | 12                    | 3                     | -          | -          | -                              | 5                              | 0                              | 35      | 0       | 162   | 12    |
| 2012-2013             | Levante UD            | Liga BBVA             | 2           | 0           | 1                     | 0                     | -          | -          | C3                             | 2                              | 0                              | -       | -       | 5     | 0     |
| 2013-2014             | Birmingham City       | Championship          | 2           | 0           | 0                     | 0                     | -          | -          | -                              | -                              | -                              | -       | -       | 2     | 0     |
| Sous-total            | Sous-total            | Sous-total            | 4           | 0           | 1                     | 0                     | -          | -          | -                              | 2                              | 0                              | -       | -       | 7     | 0     |
| 2013-2014             | Wisła Cracovie        | Ekstraklasa           | 12          | 0           | 0                     | 0                     | -          | -          | -                              | -                              | -                              | -       | -       | 12    | 0     |
| 2014-2015             | Wisła Cracovie        | Ekstraklasa           | 34          | 0           | 1                     | 0                     | -          | -          | -                              | -                              | -                              | -       | -       | 35    | 0     |
| Sous-total            | Sous-total            | Sous-total            | 46          | 0           | 1                     | 0                     | -          | -          | -                              | 0                              | 0                              | -       | -       | 47    | 0     |
| 2015-2016             | Lech Poznań           | Ekstraklasa           | 4           | 0           | 3                     | 0                     | 1          | 0          | C1+C3                          | 5+1                            | 0+0                            | -       | -       | 14    | 0     |
| Sous-total            | Sous-total            | Sous-total            | 4           | 0           | 3                     | 0                     | 1          | 0          | -                              | 6                              | 0                              | -       | -       | 14    | 0     |
| Total sur la carrière | Total sur la carrière | Total sur la carrière | 334         | 14          | 46                    | 3                     | -          | -          | -                              | 34                             | 0                              | 64      | 2       | 478   | 19    |

## Palmarès
- Finaliste de la Coupe de Pologne : 2002
- Champion de Pologne : 2008